# 第54屆金馬獎
第54屆金馬獎（英語：54th Golden Horse Awards），是2017年台灣與華語電影業界的年度盛事之一，表揚年度傑出華語電影作品與電影工作者。

## 播放平台
| 频道        | 所在地 | 播出日期       | 播出时间                                        | 备注                                                                       |
| ----------- | --- | -------------- | ----------------------------------------------- | -------------------------------------------------------------------------- |
| 台視主頻    | 臺灣 | 2017年11月25日 | 17:00 - 19:00(星光大道) 19:00 - 23:30(颁奖典礼) | 现场直播                                                                   |
| HUB都会台   | 新加坡 | 2017年11月25日 | 17:00 - 19:00(星光大道) 19:00 - 23:30(颁奖典礼) | 现场直播                                                                   |
| 卫视电影台  | 香港 · 緬甸 · 泰國 · 柬埔寨 · 菲律賓 · 印度尼西亞 · 新西兰 · 美国 · 加拿大 · 英国 · 沙烏地阿拉伯 · 阿联酋 | 2017年11月25日 | 17:00 - 19:00(星光大道) 19:00 - 23:30(颁奖典礼) | 现场直播                                                                   |
| 天下卫视    | 美国 | 2017年11月25日 | 17:00 - 19:00(星光大道) 19:00 - 23:30(颁奖典礼) | 现场直播                                                                   |
| Astro喜悦HD | 马来西亚                                                                                                  | 2017年11月25日 | 17:00 - 19:00(星光大道) 19:00 - 23:30(颁奖典礼) | 电视及电台MelodyFM仅直播颁奖典礼 星光大道和颁奖典礼全程在Astro Go 线上直播 |
| 腾讯视频    | 中国大陆                                                                                                  | 2017年11月25日 | 17:00 - 19:00(星光大道) 19:00 - 23:30(颁奖典礼) | 线上直播                                                                   |

## 舉辦過程

### 日程
- 獎項報名日期：2017年6月1日至6月30日(短片類)、2017年7月3日至7月31日(劇情片、紀錄片及動畫長片類)
- 公布入圍名單及「年度台灣傑出電影工作者」得主：2017年10月1日[2]
- 金馬電影學院：2017年10月28日至11月25日
- 金馬國際影展：2017年11月3日至11月23日[3]
- 金馬創投會議：2017年11月21日至11月23日
- 入圍酒會：2017年11月24日
- 頒獎典禮：2017年11月25日

### 人物（地點）

#### 評審與導師
- 金馬獎評審團主席：吳念真
- 金馬電影學院：黃進、傅天余
- 金馬創投會議評審：黃渤、張家魯、張家振

#### 主持與旁白串場
- 入圍名單公布記者會主持人：楊千霈
- 入圍名單公布記者會公布人：林柏宏
- 入圍名單公布記者會「年度台灣傑出電影工作者」得主揭曉人：聞天祥
- 星光大道主持人：楊千霈、劉傑中
- 頒獎典禮主持人：陶晶瑩
- 頒獎典禮司儀：賈培德
- 頒獎典禮入圍影片旁白：金士傑
- 頒獎人腳本：楊惠文、馬國駿
- 遞獎先生：劉冠廷、陳彥名、鄭暐達、羅傑
- 頒獎地點：台北市國父紀念館

#### 影像剪輯與編製
- 金馬54形象廣告導演：杜琪峯
- 金馬影展主視覺海報設計：方序中
- 頒獎典禮開場入圍影片集錦：林雍益
- 「終身成就獎」和「年度台灣傑出電影工作者」特別獎影片：楊力州

## 評選過程

### 初選過程
第54屆金馬獎於2017年8月22日公佈初選名單，未獲特別獎青睞的豬哥亮主演之《大釣哥》於第一關就被淘汰，劉德華主演的《拆彈專家》雖然場面震撼，但也遺憾落榜。獲得香港電影金像獎及亞太影展雙料最佳女主角獎的《黃金花》，亦未獲青睞。暑期國片《報告老師！怪怪怪怪物！》、《痴情男子漢》與《紅衣小女孩2》皆確定通過初選，今年台北電影節的大贏家《大佛普拉斯》，還有金城武主演的《喜歡你》和《擺渡人》以及彭于晏的《悟空傳》和《乘風破浪》都在入選名單之內。華語電影的女力亦不容小覷，包含紀培慧、陳湘琪主演的《接線員》，張艾嘉自導自演的《相愛相親》都通過初選，台北電影節影后許瑋甯則以《紅衣小女孩2》和《目擊者》2片通過初審力抗，9月在台上映的港片《殺破狼貪狼》也過初選門檻。以8400萬台幣票房暫居該年國片票房冠軍的《吃吃的愛》也收到入選好消息，金馬執委會將在10月1日公布本屆金馬獎入圍名單。

### 入圍過程
10月1日公佈入圍名單，由台視現場LIVE直播記者會，主持人為楊千霈，上屆金馬獎最佳男配角得主林柏宏宣布提名名單，金馬執委會執行長聞天祥揭曉「年度台灣傑出電影工作者」得主。
聞天祥表示新導演總共有100多人報名角逐，其中《喜欢·你》許宏宇、《擺渡人》張嘉佳、《接線員》盧謹明皆被點名為遺珠。在同樣競爭激烈的女配角獎中，遺珠有《紅衣小女孩2》高慧君、《阿莉芙》趙逸嵐、《血觀音》吳可熙、《刀背藏身》許晴、《分貝人生》張艾嘉。
影帝的遺珠有《擺渡人》梁朝偉、《大佛普拉斯》陳竹昇、《阿莉芙》舞炯恩·加以法利得、《川流之島》鄭人碩。影后方面，遺珠有《喜欢·你》周冬雨、《笨鳥》姚紅貴、《路過未來》杨子姗。新人遺珠則有《大佛普拉斯》莊益增、《阿莉芙》舞炯恩·加以法利得、《嘉年華》周美君、《自畫像》Kiwebaby、《“吃吃”的爱》徐熙娣。

### 決選過程
評審團主席吳念真透露，在影帝之爭中，《老獸》涂們在第一輪投票便獲得過半數，《擺渡人》金城武則名列第2；最佳男配角《阿莉芙》陳竹昇同樣在首輪便獲得評審過半票數的共識；最佳新演員《強尼·凱克》瑞瑪席丹以自然、生動又不青澀的表現，打敗第二高票的《痴情男子漢》蔡凡熙。影后之爭經過4輪廝殺，在競爭最激烈的《血觀音》惠英紅、《相愛相親》張艾嘉與《川流之島》尹馨中，由惠英紅勝出，張艾嘉則位居第2名。被喻為「死亡之組」的最佳女配角獎，同樣是廝殺到第4輪，最終由《血觀音》文淇以9票驚險勝出以8票緊追在後的《相愛相親》吳彥姝，最佳導演獎《嘉年華》文晏也是以9比8的票數勝過《相愛相親》張艾嘉。新導演獎方面，《分貝人生》陳勝吉則是一度緊追《大佛普拉斯》黃信堯。
《相愛相親》提名七項皆落馬，但在項目最佳導演獎、最佳女主角跟最佳女配角三項大獎上皆是纏鬥到最後一輪飲恨敗北，只獲得一項伯爵年度優秀獎。

## 入圍暨得獎名單
下列之標記為該獎項之得獎者。

### 非正式競賽

#### 金馬創投會議百萬首獎
- 入選片數：40部

## 提名及得獎

### 多項提名
下列23部影片獲得多項提名。
| 提名數量 | 電影名稱                   | 提名獎項 |
| -------- | -------------------------- | --- |
| 10       | 《大佛普拉斯》             | 最佳劇情片、最佳新導演、最佳男配角、最佳改編劇本、最佳攝影、最佳美術設計、最佳原創電影音樂、最佳原創電影歌曲、最佳剪輯、最佳音效 |
| 7        | 《血觀音》                 | 最佳劇情片、最佳導演、最佳女主角、最佳女配角、最佳原著劇本、最佳美術設計、最佳造型設計                                           |
| 7        | 《相愛相親》               | 最佳劇情片、最佳導演、最佳男主角、最佳女主角、最佳女配角、最佳原著劇本、最佳原創電影歌曲                                         |
| 7        | 《擺渡人》                 | 最佳男主角、最佳改編劇本、最佳攝影、最佳視覺效果、最佳美術設計、最佳造型設計、最佳原創電影歌曲                                   |
| 5        | 《目擊者》                 | 最佳男主角、最佳男配角、最佳視覺效果、最佳剪輯、最佳音效                                                                         |
| 5        | 《明月幾時有》             | 最佳導演、最佳男配角、最佳女配角、最佳原創電影音樂、最佳剪輯                                                                     |
| 4        | 《輕鬆+愉快》              | 最佳劇情片、最佳導演、最佳攝影、最佳原創電影歌曲                                                                                 |
| 4        | 《繡春刀2：修羅戰場》      | 最佳男配角、最佳造型設計、最佳動作設計、最佳原創電影音樂                                                                         |
| 4        | 《老獸》                   | 最佳男主角、最佳新導演、最佳原著劇本、最佳攝影                                                                                   |
| 4        | 《芳華》                   | 最佳新演員、最佳改編劇本、最佳美術設計、最佳造型設計                                                                             |
| 4        | 《刀背藏身》               | 最佳新演員、最佳改編劇本、最佳動作設計、最佳原創電影音樂                                                                         |
| 3        | 《大世界》                 | 最佳動畫長片、最佳原著劇本、最佳原創電影歌曲                                                                                     |
| 3        | 《強尼·凱克》              | 最佳新導演、最佳新演員、最佳原創電影音樂                                                                                         |
| 3        | 《健忘村》                 | 最佳女主角、最佳美術設計、最佳造型設計                                                                                           |
| 3        | 《嘉年華》                 | 最佳劇情片、最佳導演、最佳女主角                                                                                                 |
| 3        | 《紅衣小女孩2》            | 最佳女配角、最佳新演員、最佳音效                                                                                                 |
| 2        | 《塑料王國》               | 最佳紀錄片、最佳剪輯 |
| 2        | 《冰之下》                 | 最佳男主角、最佳音效 |
| 2        | 《分貝人生》               | 最佳新導演、最佳攝影 |
| 2        | 《報告老師！怪怪怪怪物！》 | 最佳視覺效果、最佳音效 |
| 2        | 《阿莉芙》                 | 最佳男配角、最佳原著劇本 |
| 2        | 《悟空傳》                 | 最佳視覺效果、最佳動作設計 |
| 2        | 《川流之島》               | 最佳女主角、最佳新導演 |

### 單項提名
下列23部影片獲得單項提名。
| 提名數量 | 電影名稱             | 提名獎項     |
| -------- | -------------------- | ------------ |
| 1        | 《大護法》           | 最佳動畫長片 |
| 1        | 《小猫巴克里》       | 最佳動畫長片 |
| 1        | 《羅長姐》           | 最佳紀錄片   |
| 1        | 《囚》               | 最佳紀錄片   |
| 1        | 《徐自強的練習題》   | 最佳紀錄片   |
| 1        | 《你找什麼？》       | 最佳紀錄片   |
| 1        | 《村戲》             | 最佳改編劇本 |
| 1        | 《喜歡·你》          | 最佳視覺效果 |
| 1        | 《痴情男子漢》       | 最佳新演員   |
| 1        | 《笨鳥》             | 最佳剪輯     |
| 1        | 《接線員》           | 最佳女配角   |
| 1        | 《引爆者》           | 最佳動作設計 |
| 1        | 《殺破狼·貪狼》      | 最佳動作設計 |
| 1        | 《基石》             | 最佳動畫短片 |
| 1        | 《（迷）留》         | 最佳動畫短片 |
| 1        | 《啟示錄－霧霾之城》 | 最佳動畫短片 |
| 1        | 《關於他的故事》     | 最佳動畫短片 |
| 1        | 《暗房夜空》         | 最佳動畫短片 |
| 1        | 《阿爾祖之夜》       | 最佳劇情短片 |
| 1        | 《盲口》             | 最佳劇情短片 |
| 1        | 《愛在世界末日》     | 最佳劇情短片 |
| 1        | 《亮亮與噴子》       | 最佳劇情短片 |
| 1        | 《層層摺起的寂寞》   | 最佳劇情短片 |

### 得獎統計
本屆23個影片獎項及個人獎項當中，計6部台灣電影獲得12個獎項，7部中國大陸電影獲得10個獎項，1部香港電影獲得1個獎項。
| 得獎數量 | 電影產地 | 電影名稱                   | 得獎獎項                                                                   |
| -------- | -------- | -------------------------- | -------------------------------------------------------------------------- |
| 5        | 臺灣     | 《大佛普拉斯》             | 最佳新導演、最佳改編劇本、最佳攝影、最佳原創電影音樂獎、最佳原創電影歌曲獎 |
| 3        | 臺灣     | 《血觀音》                 | 最佳劇情片、最佳女主角、最佳女配角                                         |
| 3        | 中国大陆 | 《擺渡人》                 | 最佳視覺效果、最佳美術設計、最佳造型設計                                   |
| 2        | 中国大陆 | 《老獸》                   | 最佳男主角、最佳原著劇本                                                   |
| 1        | 中国大陆 | 《嘉年華》                 | 最佳導演                                                                   |
| 1        | 臺灣     | 《亮亮與噴子》             | 最佳劇情短片                                                               |
| 1        | 中国大陆 | 《大世界》                 | 最佳動畫長片                                                               |
| 1        | 香港     | 《暗房夜空》               | 最佳動畫短片                                                               |
| 1        | 中国大陆 | 《囚》                     | 最佳紀錄片                                                                 |
| 1        | 臺灣     | 《阿莉芙》                 | 最佳男配角                                                                 |
| 1        | 臺灣     | 《強尼·凱克》              | 最佳新演員                                                                 |
| 1        | 中国大陆 | 《繡春刀2：修羅戰場》      | 最佳動作設計                                                               |
| 1        | 中国大陆 | 《塑料王國》               | 最佳剪輯                                                                   |
| 1        | 臺灣     | 《報告老師！怪怪怪怪物！》 | 最佳音效                                                                   |

## 評審名單

### 初選評審委員
| 評選類別   | 委員               | 身分                                                               |
| ---------- | ------------------ | ------------------------------------------------------------------ |
| 劇情長片類 | 李志薔             | 編導，金鐘獎最佳電視電影、編劇入圍                                 |
| 劇情長片類 | 林文淇             | 學者，前國家電影中心執行長                                         |
| 劇情長片類 | 雷震卿             | 剪接，金鐘獎最佳剪輯                                               |
| 劇情長片類 | 李詩才             | 影評人，東京影展、溫哥華影展選片顧問                               |
| 劇情長片類 | 陳振熒             | 電影發行                                                           |
| 劇情長片類 | 駱晉               | 影評人，上海、北京電影節選片人                                     |
| 劇情長片類 | 吳文智             | 資深媒體人、電影行銷宣傳                                           |
| 劇情短片類 | 葉天倫             | 編導，金鐘獎最佳戲劇節目導演入圍                                   |
| 劇情短片類 | 李芸嬋             | 編導，金馬獎最佳創作短片                                           |
| 劇情短片類 | 陳俊蓉             | 策展人、製片                                                       |
| 紀錄片類   | 朱賢哲             | 編導，金馬獎最佳紀錄片、金馬獎最佳新導演入圍                       |
| 紀錄片類   | 柯金源             | 導演，金鐘獎非戲劇類節目最佳導演、台北電影獎最佳紀錄片             |
| 紀錄片類   | 龍男·以撒克·凡亞思 | 導演、監製，台北電影獎評審團特別獎                                 |
| 紀錄片類   | 黃惠偵             | 導演，柏林影展泰迪熊獎最佳紀錄片、台北電影獎、金馬獎最佳紀錄片入圍 |
| 紀錄片類   | 張贊波             | 導演，台灣國際紀錄片影展華人紀錄片獎首獎、金馬獎最佳紀錄片入圍     |
| 動畫片類   | 紀柏舟             | 導演，第53屆金馬獎典禮視覺藝術總監                                 |
| 動畫片類   | 王登鈺             | 導演，金曲獎最佳音樂錄影帶導演入圍                                 |
| 動畫片類   | 蘇文聖             | 插畫家、導演，台北電影節動畫類首獎、金馬獎最佳視覺效果入圍         |

### 複選及決選評審委員
| 委員                  | 身分                                                         | 複選委員 | 決選委員 |
| --------------------- | ------------------------------------------------------------ | -------- | -------- |
| 錢翔                  | 編導、攝影，金馬獎最佳新導演入圍                             |          |          |
| 烏爾善                | 編導，金馬獎最佳新導演                                       |          |          |
| 趙德胤                | 編導，年度台灣傑出電影工作者、金馬獎最佳導演及最佳紀錄片入圍 |          |          |
| 侯季然                | 編導，台北電影獎百萬首獎、金馬獎最佳新導演入圍               |          |          |
| 曾文珍                | 導演，金馬獎最佳紀錄片                                       |          |          |
| 何宇恆                | 編導，南特影展最佳導演                                       |          |          |
| 吳覺人                | 影評人，前上海電影節華語片策展人                             |          |          |
| 呂蒔媛                | 編劇、製片，金鐘獎最佳編劇                                   |          |          |
| 李欣芸                | 作曲，金馬獎最佳原創電影音樂、金曲獎演奏類最佳製作人         |          |          |
| 許力文                | 造型，金馬獎最佳造型入圍                                     |          |          |
| 陳志華                | 影評人、前香港電影評論學會會長                               |          |          |
| 吳念真                | 導演、編劇、演員; 本屆評審團主席; 曾獲6座金馬獎              |          |          |
| 秦海璐                | 編劇、演員; 曾獲最佳女主角、新演員和原著劇本3座金馬獎        |          |          |
| 張同祖                | 導演、編劇、監製、演員、香港電影導演會榮譽會長               |          |          |
| 陳勝昌                | 金馬獎最佳剪輯                                               |          |          |
| 虞戡平                | 導演                                                         |          |          |
| 裴開瑞（Chris Berry） | 華語電影學者                                                 |          |          |

## 追思逝世影人
本年度金馬獎的追思逝世影人單元，全名為「用一生為我們說故事的電影人」，現場播放電影《看見台灣》的配樂，由何國杰作曲、編曲的《家園》作為背景音樂。以下是追思影人的名單（按現場影片中出現順序列出）。：
- 豬哥亮——演員。
- 齊柏林——導演、空中攝影。
- 陳冠齊——導演助理。
- 崔企川——編劇。
- 萬重山——演員。
- 李麗華——演員。
- 張盈真——演員。
- 劉振南——導演。
- 戴徹——演員、導演、動作設計。
- 黃曼——演員。
- 周迺忠——製片。
- 陳俊良——導演。
- 小明明——演員。
- 劉漢威——導演。
- 謝文程——導演、出品。
- 高鳴——演員。
- 魯芬——演員。
- 崔小萍——導演、編劇、演員。
- 陳麗麗——演員。
- 高飛——監製、導演、演員、動作指導。
- 九紋龍——演員。
- 曾守明——演員。
- 陳佩華——監製、製片。
- 于素秋——演員。
- 丁松筠——監製、製片。
- 張世軍——攝影。
- 潘壘——導演。
- 汪笨湖——編劇、作家。
- 王孫——演員。
- 黃松義——發行。
- 黃秋貴——剪輯。
- 余崇吉——製片。
- 秦萍——演員。
- 龍彪——演員。
- 陳文輝——化妝師。
- 韓國材——演員。
- 胡波——導演。
- 葛世強——行銷、影評。
- 王雪紅——戲院經營。
- 李志強——排片人。
- 廖繼燿——攝影。
- 汪晉臣——剪輯。
- 陳自強——出品、監製、藝人經紀。
- 方逸華——監製、製片。
- 曾景祥——音效。

## 典禮流程

### 頒獎嘉賓與獎項順序
| 頒獎人                                 | 頒發獎項                               |
| -------------------------------------- | -------------------------------------- |
| 蔡康永、徐熙娣                         | 最佳新導演、最佳新演員                 |
| 吳慷仁、許瑋甯                         | 最佳音效、最佳視覺效果、最佳動作設計   |
| 林依晨                                 | 最佳剪輯、最佳劇情短片、最佳紀錄片     |
| 陳玉勳、林美秀                         | 最佳男配角、最佳攝影                   |
| 黃渤                                   | 最佳女配角、最佳動畫短片、最佳動畫長片 |
| 林柏宏、郭書瑤                         | 最佳美術設計、最佳造型設計             |
| 馮小剛                                 | 最佳原著劇本、最佳改編劇本             |
| 納豆、陳嘉樺                           | 最佳原創電影音樂、最佳原創電影歌曲     |
| 楊貴媚                                 | 年度台灣傑出電影工作者                 |
| 張艾嘉                                 | 終身成就獎                             |
| 施南生、徐克、泰迪羅賓、曾志偉、黃百鳴 | 最佳導演                               |
| 范偉、周冬雨、馬思純                   | 最佳男主角                             |
| 李安、潔西卡·崔絲坦                    | 最佳女主角                             |
| 吳念真                                 | 最佳劇情片                             |

### 典禮表演節目
| 表演者      | 表演名稱                     | 表演內容 |
| ----------- | ---------------------------- | --- |
| 影片        | 金馬五四・樂在一同           | 入圍電影片段集錦 |
| 二手玫瑰    | 最佳原創電影歌曲獎入圍者表演 | 梁龍─搖籃曲《輕鬆+愉快》 |
| 影片 何國   | 用一生為我們說故事的電影人   | 懷念逝世影人 配樂─看見台灣 |
| 林生祥      | 最佳原創電影歌曲獎入圍者表演 | 林生祥─有無《大佛普拉斯》 |
| 譚維維      | 最佳原創電影歌曲獎入圍者表演 | 譚維維─陌上花開《相愛相親》 |
| 蔡依林      | 時代歌后・幸福記憶           | 鄧麗君─甜蜜蜜《甜蜜蜜》 甄妮─流金歲月《流金歲月》 蔡琴─最後一夜《金大班的最後一夜》 鳳飛飛─追夢人《天若有情》 蔡依林─幸福路上《幸福路上》 |
| 影片 林俊傑 | 重返新藝城 偉大的渺小        | 蘇芮、虞戡平─請跟我來《搭錯車》 羅大佑─戀曲1990《阿郎的故事》 張國榮─當年情《英雄本色》 林俊傑─偉大的渺小《回家的路》                     |

## 收視率
- 頒獎典禮：全體平均收視5.32、15-44歲有效平均收視5.03， 總收視人口達384萬6千人，創近4年收視新高。最高時段是文晏以《嘉年華》獲「最佳導演獎」並致感言，6.58；第二高是新藝城現身致詞，收視達6.52；第三高是金馬獎主席張艾嘉頒發終身成就獎給徐楓，收視6.41[10]。
表演收視最高點落在蔡依林演唱《幸福路上》同名主題曲，收視高達6.28、近139萬人同時收看；第二高是林俊傑，收視6.09（收視人口134萬7千人）。譚維維飆高音演唱電影《相愛相親》主題曲〈陌上花開〉，收視5.64（收視人口124萬7千人）。林生祥演唱電影《大佛普拉斯》主題曲〈有無〉感動無數人，收視5.05（收視人口111萬6千人）。[11]
- 星光大道：1.99
- 幕後花絮：0.90
- 網路直播：friDay影音獨家線上直播、ETtoday新聞雲

## 特別節目
- 台視主頻於2017年11月18日播出3集由楊千霈主持的《金馬54入圍系列報導》。
- 2017年11月25日於頒獎典禮結束後播出由陳家頤主持的《第54屆金馬獎幕後花絮》。

## 外部連結
- 第54屆金馬獎名單 （页面存档备份，存于）（繁體中文）
- 國家電影中心圖書館-第五十四屆金馬獎頒獎典禮
- 時光網-第54届台湾电影金马奖 （页面存档备份，存于）